# 국가보안본부
국가보안본부(독일어: Reichssicherheitshauptamt; RSHA)는 나치 독일 친위대 조직의 본부 중의 하나로서, 제2차 세계 대전에서 나치 독일과 독일 점령지의 적성분자를 첩보, 적발하는 정치 경찰 기구이다.
1933년 나치가 정권을 획득한 후, 정권을 강화 및 보위하기 위해서 하인리히 힘러는 반체제파를 색출하는 것이 필요하다고 여겼다. 결국, 힘러는 경찰 조직의 중앙 집권이 불가피하다는 것을 인식했으며, 1936년 바이마르 공화국의 경찰 조직을 친위대로 흡수시켰다.
1939년에 그의 오른팔인 라인하르트 하이드리히에게 친위대 정보부(SD)와 비밀 경찰국, 형사 경찰국을 친위대의 국가보안본부에 흡수시켜서 맡겼다. 이는 대(對)국민 감시 기구이자, 공안 기구였으며 정보 기구의 출연이었다. 제2차 세계 대전 이후 폴란드 및 유럽, 심지어 소련 점령지구까지에도 감시를 시행했다. 공포 지배로 악명이 높았으며 특히 게슈타포는 레지스탕스 적발, 스파이 적발, 유대인 학살을 주도했다.

## 역사

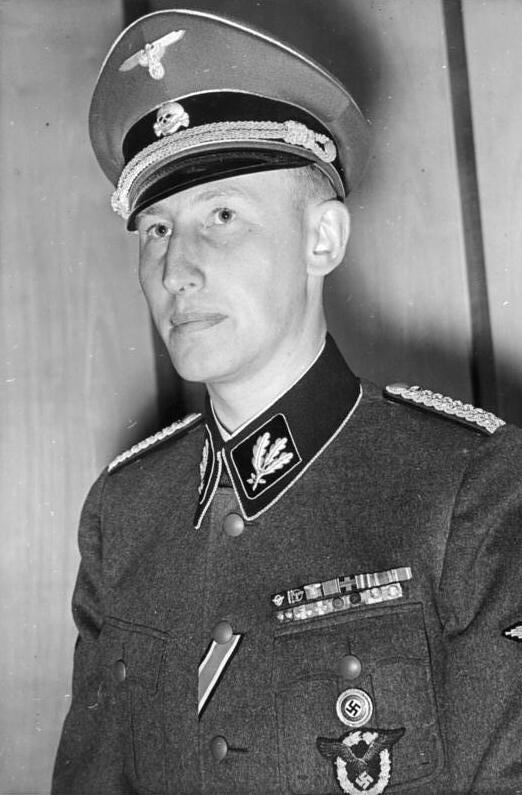
초대 RSHA 본부장 라인하르트 하이드리히 당시 SS상급지도자(1940년 8월 사진).

RSHA는 1939년 9월 27일 하인리히 힘러의 명령으로 창설되었다. 힘러는 독일의 보안업무 및 경찰병력을 SS의 통제하에 두는 것을 SS의 국가 장악 및 권력 증대를 위한 필수적 전제조건으로 보았고, 이에 따라 나치당 소속 보안국(SD)과 내무부 소속 보안경찰(지포)을 하나로 합쳐 RSHA를 만들었다. 지포는 비밀국가경찰(게슈타포)과 형사경찰(크리포) 두 개의 하위 부서로 이루어져 있었다. 한편 친위대 인종 및 개척본부(RuSHA)와 혼동을 피하기 위해 RSi-H 라는 약자를 사용하기도 했다.
전쟁이 시작되면서 RSHA는 급속도로 팽창했고 여러 차례 재편을 반복했다. 그러나 아무리 재편을 반복해도 중앙집권적 경향 및 RSHA 같은 기관들이 독재자 히틀러와 직접 관계를 형성하는 추세에는 변화가 없었다. 힘러 및 그의 직속 부하인 SS상급집단지도자 겸 경찰대장 라인하르트 하이드리히가 게슈타포를 통제하고 있었을 때부터 RSHA는 이미 나치 독일의 핵심부에 존재했다. 그들은 모든 독일인들의 생사여탈권을 쥐고 있었으며, 사실상 법을 초월한 위치에 있었다.
하이드리히는 1942년 유인원 작전으로 암살당할 때까지 RSHA 본부장 직을 유지했다. 1943년 1월 힘러는 SS상급집단지도자 겸 경찰대장 에른스트 칼텐브루너를 후임 본부장으로 임명했고, 이후 전쟁이 끝날 때까지 칼텐브루너가 본부장을 지냈다. RSHA 본부장은 "보안경찰 및 보안국 총수"(Chef der Sicherheitspolizei und des SD), 줄여서 CSSD 라고도 했다.

## 조직
영국 학자 제럴드 레이틀링거에 따르면, RSHA는 과다관료제의 전형으로, 수백 개의 하부조직을 가지고 있었다. 그나마 가장 단순했을 때의 하위 직제는 다음과 같이 7개 청(독일어: Ämter, 영어: office)으로 나뉘었다.
- 제1청(Amt I): "행정 및 법무청". 초대 청장 SS집단지도자 베르너 베슈트 박사.[9] 1940년 SS여단지도자 브루노 슈트레켄바흐, 1944년 4월 에리히 에를링거가 후임 청장이 되었다.
- 제2청(Amt II): "이념 및 내사청". 청장 SS여단지도자 프란츠 직스 교수.[9]
- 제3청(Amt III): "독일인 생활청" 또는 "내지보안국(Inland-SD)". 청장 SS집단지도자 오토 올렌도르프. 독일 국내의 첩보를 담당했다.[9] 또한 전쟁 이전 독일 국경 너머의 민족독일인 및 문화 업무도 담당했다.
- 제4청(Amt IV): "억압 및 대응청". 비밀국가경찰(소위 게슈타포) 제2국 및 제3국을 모아 만들었다.[13] 청장 SS집단지도자 하인리히 뮐러.[14] 홀로코스트의 실무책임자인 SS상급돌격대지도자 아돌프 아이히만이 RSHA 제4청 B4과(Referat IV B4) 과장이었다.[15]
- 제5청(Amt V): "범죄억압청". 형사경찰(크리포). 초대 청장 SS집단지도자 아르투어 네베.[16] 네베의 후임 청장 SS상급지도자 프리드리히 판칭거.[17] 강간, 살인 등 비정치적 강력범죄를 다루었다. 국가형사경찰청(RKPA)이라고 따로 부르기도 했다.
- 제6청(Amt VI): "대외정보청" 또는 "외지보안국(Ausland-SD)". 초대 청장 SS여단지도자 하인츠 요스트. 후임 청장 SS여단지도자 발터 셸렌베르크.
- 제7청(Amt VII): 프란츠 직스의 제2청을 개편하여 조직. 청장 SS상급돌격대지도자 파울 디텔. 반유대주의, 반프리메이슨 선전 같은 이념 문제를 담당했다.

RSHA 제4청(게슈타포)과 제5청(크리포)을 묶어 보안경찰(지포)를 이루었다. 지포는 유대인, 집시 등 국가의 적으로 판단되는 이들을 색출, 체포하여 폴란드나 독일의 절멸수용소로 강제이주시키는 일을 집행했다.
또한 RSHA는 각 지역 친위대 및 경찰지도자들이 "필요로 함"에 따른 병력을 공급했다. 예컨대 1944년 3월 제3공군포로수용소의 포로들이 탈옥했을 때 학살을 집행한 것은 RSHA 소속 인원들이었다.
또 독소전쟁 초기 단계에는 RSHA가 무장친위대 일부 부대의 지휘권을 가지기도 했다. 이들 부대로는 제1SS보병여단, 제2SS보병여단, SS기병여단 등이 있으며, 이 부대들은 강제수용소 위병인 SS해골부대 부대원들을 차출해 만든 부대였다. 이 부대들 긴급 상황이 아니면 전투 업무에 투입되지 않고, 특수작전집단이 그러는 것과 마찬가지로 점령지에서의 "경찰 및 보안작전"(즉 학살)을 수행했다.

## 홀로코스트
RSHA는 나치 독일과 나치당의 보안 업무를 총괄했고, 그 활동은 정보수집, 범죄수사, 외국인 감독, 대중감시, 나치 이념 세뇌 등을 아울렀다. RSHA는 전쟁 시작 때부터 1945년 전쟁이 끝날 때까지 공포와 압제로써 초법적 지배를 집행한 중앙 관청이었다. RSHA의 “국가의 적”들은 유대인, 공산주의자, 프리메이슨, 평화주의자, 기독교 운동가 등이었다. 이렇게 정해진 적들에 대한 색출작업 외에도 RSHA는 독일이 새로이 점령하고 정복한 지역에까지 독일화 및 나치화 정책을 확장시켜 수행해나갔다. 예컨대 나치가 중앙유럽 및 동유럽의 비독일계 주민들을 모두 죽이거나 내쫓고 그 자리에 독일인을 식민함으로써 레벤스라움을 달성하는 것을 목표로 한 비밀계획인 동방총괄계획의 수립에 다른 나치 조직들과 함께 RSHA 인원들이 적극 참여했다.
RSHA는 인종문제를 특히 신경썼다. 1941년 5월 20일 RSHA에서 발표한 명령은 이 조직이 유대인의 조직적 절멸 작전을 이 조직이 전적으로 계획 공모했음을 보여주고 있다. 이 명령에 따라 유대인이 벨기에나 프랑스로 이동하는 것이 차단되었고, 이것은 “유대인 문제에 대한 최종 해결책”을 위한 것이었다. 이동을 차단하는 것 뿐 아니라 RSHA는 독일 및 다른 나라들에 살고 있는 유대인들을 아돌프 아이히만의 독일유대인협회와 공조하여 좋은 곳으로 보내준다는 거짓말과 함께 아우슈비츠 같은 절멸수용소로 보내 버렸다.
또한 RSHA는 학살 전담 특무부대인 특수작전집단을 총괄했다. 이 부대는 RSHA 본부장 하이드리히의 지시에 따라 편성되었으며, 친위대원들이 부대원으로 활동했다. 특수작전집단은 원래 보안경찰 산하 조직이었으나 1939년 9월 RSHA 본부 직속 조직으로 바뀐다. 1941년 바르바로사 작전으로 독소전이 개전하기 이전 재편된 특수작전집단 부대원은 보안국, 비밀국가경찰, 형사경찰, 질서경찰, 무장친위대 등 다양한 곳에서 차출되었다. 이렇게 차출된 특수작전집단은 동유럽을 침공하는 독일 국방군 육군 병력을 따라다니며 활동했다. RSHA는 국가 및 당의 보안기관으로서 여러 분야의 많은 책임 기관들과 공조하며 활동했다. 특수작전집단 및 그 예하 부대인 특수작전특공대의 지휘관들은 대개 RSHA 본부의 사무직 관료들이기도 했다. 1941년-1945년 사이에 특수작전집단 및 그 관련 부대들이 죽인 사람의 수는 200만 명을 넘으며, 그 중 130만 명이 유대인이었다.

## 참고 자료
- Benz, Wolfgang. A Concise History of the Third Reich. Berkeley, CA: University of California Press, 2007.
- Bracher, Karl Dietrich (1970). The German Dictatorship: The Origins, Structure, and Effects of National Socialism. New York: Praeger.
- Broszat, Martin (1981). The Hitler State: The Foundation and Development of the Internal Structure of the Third Reich. Harlow: Longmans. ISBN 978-0582489974.
- Buchheim, Hans (1968). “The SS – Instrument of Domination”.   Krausnik, Helmut; Buchheim, Hans; Broszat, Martin; Jacobsen, Hans-Adolf. Anatomy of the SS State. New York: Walker and Company. ISBN 978-0-00211-026-6.
- Burleigh, Michael. The Third Reich: A New History. New York: Hill and Wang, 2001.
- Dülffer, Jost. Nazi Germany 1933-1945: Faith and Annihilation. London: Bloomsbury, 2009.
- Fischer, Klaus. Nazi Germany: A New History. New York: Continuum, 1995.
- Friedlander, Henry (1997). The Origins of Nazi Genocide: From Euthanasia to the Final Solution. Univ of North Carolina Press. ISBN 978-0807846759.
- Gregor, Neil, ed. Nazism. (Oxford Readers). New York: Oxford University Press, 2000.
- Hildebrand, Klaus. The Third Reich. London & New York: Routledge, 1986.
- Hilberg, Raul (2003). The Destruction of the European Jews, Third Edition, Yale Univ. Press, 1961.
- Höhne, Heinz (2001). The Order of the Death’s Head: The Story of Hitler’s SS. New York: Penguin Press. ISBN 978-0-14139-012-3.
- Leitz, Christian, ed. The Third Reich: The Essential Readings. Oxford: Wiley-Blackwell, 1999.
- Longerich, Peter (2010). Holocaust: The Nazi Persecution and Murder of the Jews. Oxford; New York: Oxford University Press. ISBN 978-0-19-280436-5.
- Longerich, Peter (2012). Heinrich Himmler: A Life. Oxford: Oxford University Press. ISBN 978-0-19-959232-6.
- Mazower, Mark. Hitler’s Empire: How the Nazis Ruled Europe. New York: Penguin, 2009.
- McNab, Chris (2013). Hitler's Elite: The SS 1939–45. Osprey. ISBN 978-1-78200-088-4.
- Office of US Chief of Counsel For Prosecution of Axis Criminality, 편집. (1946). Nazi Conspiracy and Aggression. Washington, DC: US Government Printing Office. Vol. 1 and Vol. 2.
- Reitlinger, Gerald (1989). The SS: Alibi of a Nation, 1922-1945. New York: Da Capo Press. ISBN 978-0306803512.
- Rhodes, Richard (2002). Masters of Death: The SS-Einsatzgruppen and the Invention of the Holocaust. New York: Vintage Books. ISBN 0-375-70822-7.
- Rich, Norman (1992). Hitler's War Aims: Ideology, the Nazi State, and the Course of Expansion. New York: W.W. Norton & Co. ISBN 978-0393008029.
- Shirer, William L. (1988) [1961]. The Rise and Fall of the Third Reich. New York: Ballantine Books.
- Speer, Albert. Inside the Third Reich. New York: Simon & Schuster, 1997.
- Weale, Adrian (2012). Army of Evil: A History of the SS. New York: Caliber Printing. ISBN 978-0451237910.
- Williamson, David G. (2002). The Third Reich 3판. London: Longman. ISBN 978-0582368835.
- Zentner, Christian; Bedürftig, Friedemann (1991). The Encyclopedia of the Third Reich. (2 vols.) New York: MacMillan Publishing. ISBN 0-02-897500-6.